# Fine Gael
Fine Gael este un partid politic din Republica Irlanda.